# Kaatiojärvi
Kaatiojärvi är en sjö i kommunen Joensuu i landskapet Norra Karelen i Finland. Sjön ligger 113,9 meter över havet. Den är 11,5 meter djup. Arean är 57 hektar och strandlinjen är 4,93 kilometer lång. Sjön  ingår i Jänisjokis huvudavrinningsområde.   Den ligger omkring 46 kilometer öster om Joensuu och omkring 400 kilometer nordöst om Helsingfors. 